# Leeftijdsaflezing

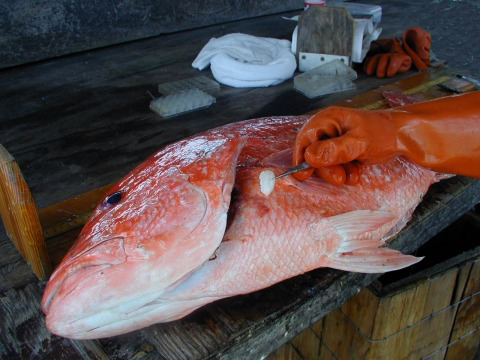
Een otoliet wordt verwijderd bij een rode snapper om de leeftijd vast te stellen

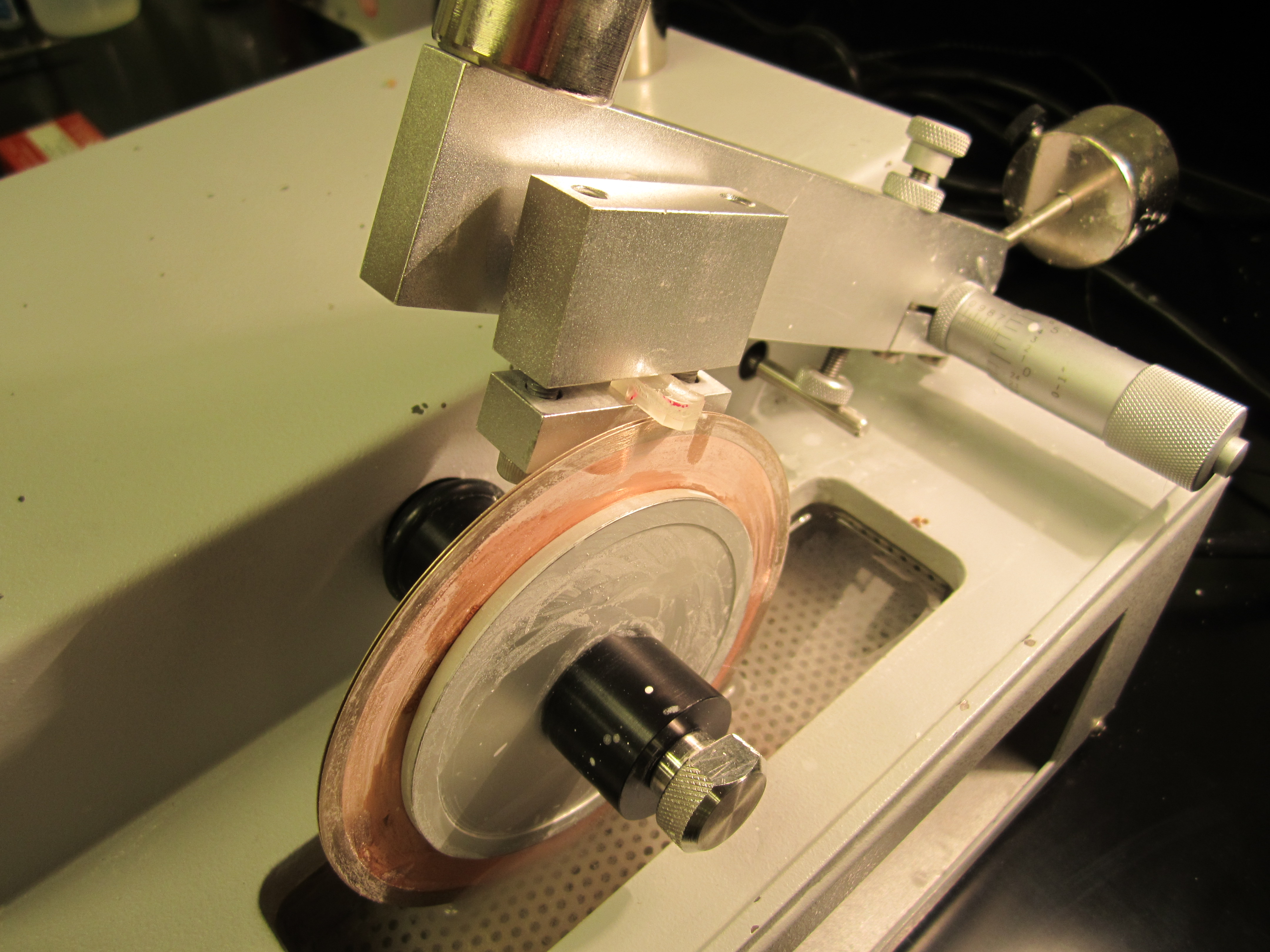
Snijapparaat waarmee otolieten worden doorgezaagd voor onderzoek

Leeftijdsaflezing wordt binnen de visserijbiologie gebruikt om de leeftijdssamenstelling van een visstapel te kunnen bepalen. Aan de hand van patronen in de gehoorbeentjes van vissen, hun vinstralen of schubben wordt geschat hoe oud een vis was toen die werd gevangen.

## Groeipatronen
Van vis levend in klimaten met een seizoensinvloed wordt verondersteld dat ze een jaarlijks variërend groeipatroon vertonen: tijdens de perioden van langzame groei is de structuur aan de oppervlakte van een meegroeiende otoliet anders dan in perioden van snelle groei. Een otoliet zit in het binnenoor van een vis. Als men de otoliet van een vis doorzaagt, kan men een aantal hierdoor veroorzaakte ringstructuren zien. Experts bij instellingen die visserijonderzoek uitvoeren zijn in staat om aan de hand van deze structuren de ouderdom van een vis te bepalen. In België gebeurt dit bij het Instituut voor Landbouw- en Visserijonderzoek (ILVO) - Visserij en in Nederland bij Wageningen Marine Research.

## ALK
Omdat deze leeftijdsbepalingen vrij arbeidsintensief zijn, wordt op kwartaalbasis de leeftijd van een klein deel van de gevangen vissen bepaald. Van elke vis wordt eveneens de lengte bepaald. Vervolgens wordt een relatie aangelegd tussen de leeftijd van de vissen en hun lengte, vis groeit altijd door. De zo verkregen lengte-leeftijdssleutel, afgekort ALK van Age Length Key, kan dan worden gebruikt om aan de hand van de lengtesamenstelling van alle gevangen vis een uitspraak te doen over de leeftijdssamenstelling ervan. Samen met de visserijinspanning, de visnamigheid van de gebruikte vistuigen en resultaten van enkele aanvullende onderzoeken kan vervolgens een schatting worden gemaakt van de leeftijdssamenstelling van de gehele visstapel.